# باري جاي فاربر
باري جاي فاربر (بالإنجليزية: Barry J. Farber)‏ هو كاتب أمريكي، ولد في 1959.